# María Dolores Norte Gómez
María Dolores Norte Gómez és la primera dona que va obtenir el títol d'Enginyera de Mines a Espanya.

## Trajectòria professional
María Dolores Norte Gómez pertany al grup d'universitàries que van iniciar estudis en enginyeries en el curs 1968-69 i va ser la primera que va aconseguir titular-se com a Enginyera de Mines per l'Escola Tècnica Superior d'Enginyers de Mines de Madrid, Universitat Politècnica de Madrid l'any 1974, amb l'especialització en Energia i Combustibles.
El fet de ser la primera dona enginyera de mines va tenir una gran volada en el seu moment, i va arribar a aparèixer en diversos mitjans de comunicació i rebent el títol de mans de l'aleshores Princesa Sofia.
Després de la seva llicenciatura va continuar els seus estudis cursant un Màster en “Seguretat de Reactors Nuclears “ en el Massachusetts Institute of Technology (M.I.T.), Boston, (USA), durant l'any 1982. Més tard va iniciar els seus estudis de doctorat a l'Escola Tècnica Superior d'Enginyers de Mines de Madrid a partir de 1984.
En la dècada dels noranta inicia un Màster sobre Avaluació i Correcció d'Impactes Ambientals, en l'Institut Tecnològic Geominer d'Espanya. I més tard es forma com a Auditora Interna de Sistemes de Qualitat Certificada per l'Empresa Lloyds Register.
Abans de finalitzar els seus estudis va entrar com a becària en la emprtesa Tècniques Reunides S.A dins de l'Agrupació d'Interès Econòmic d'Empresaris Agrupats. (A. I. I.), on ha arribat a exercir els càrrecs de Gerent i Directora de Projectes Energètics tant nacionals com a internacionals.

## Publicacions
Al llarg de la seva trajectòria professional, al no dedicar-se a la docència ni exclusivament a la recerca, ha dut a terme poques publicacions, de les quals destaquem:
- Mi experiencia del Curso de Gestión y Dirección de Proyectos con la empresa Dirección de Proyectos Europeos (DPE). Industria y minería, ISSN 1137-8042, Nº. 392, 2012, págs. 30-31
- Algo está cambiando en la energía nuclear. Industria y minería, ISSN 1137-8042, Nº. 376, 2008, págs. 39-45